# 규도

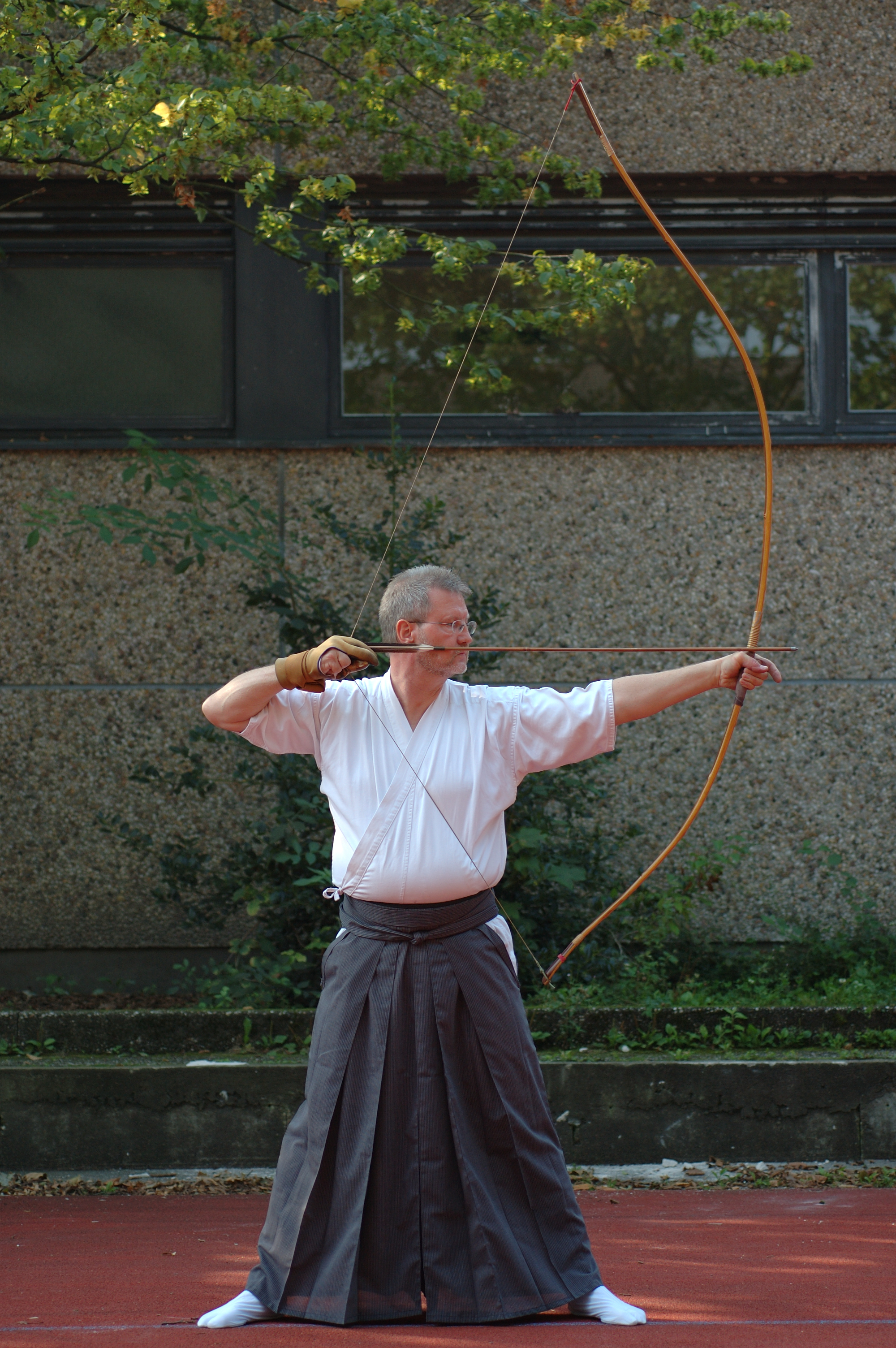
규도

규도(일본어: 弓道, 궁도)는 화궁으로 화살을 쏘아 과녁을 맞히는 소행을 통해 심신의 단련을 하는 일본의 무술이다. 예부터 유파가 존재하고 있으며, 현대의 궁도와 공존하면서 고류를 지키고 있다.

## 단체
전일본 궁도 연맹
1949년 설립되었다. 일본에서 전국 규모의 조직이며, 일본 올림픽 위원회, 일본 체육 협회, 일본 무술 협의회에 가맹하고 있다.
국제 궁도 연맹
2006년 규도 국제 조직으로 전 일본 궁도 연맹을 중심으로 결성되었다.
전 일본 학생 궁도 연맹
1953년 설립되었다. 대학생 조직으로 전국의 대학 · 단기 대학의 궁도 부의 대부분이 가맹하고 있다. 전 일본 궁도 연맹에서 독립하고 있으며, 경기 규칙도 독자적으로 정하고 있다.
전국 고등학교 체육 연맹 궁도 전문부

## 같이 보기
- 궁도